# ペーター・スヘプ
ペーター・スヘプ（Peter Schep、1977年3月8日 - ）は、オランダ、ロピック出身の自転車競技選手。

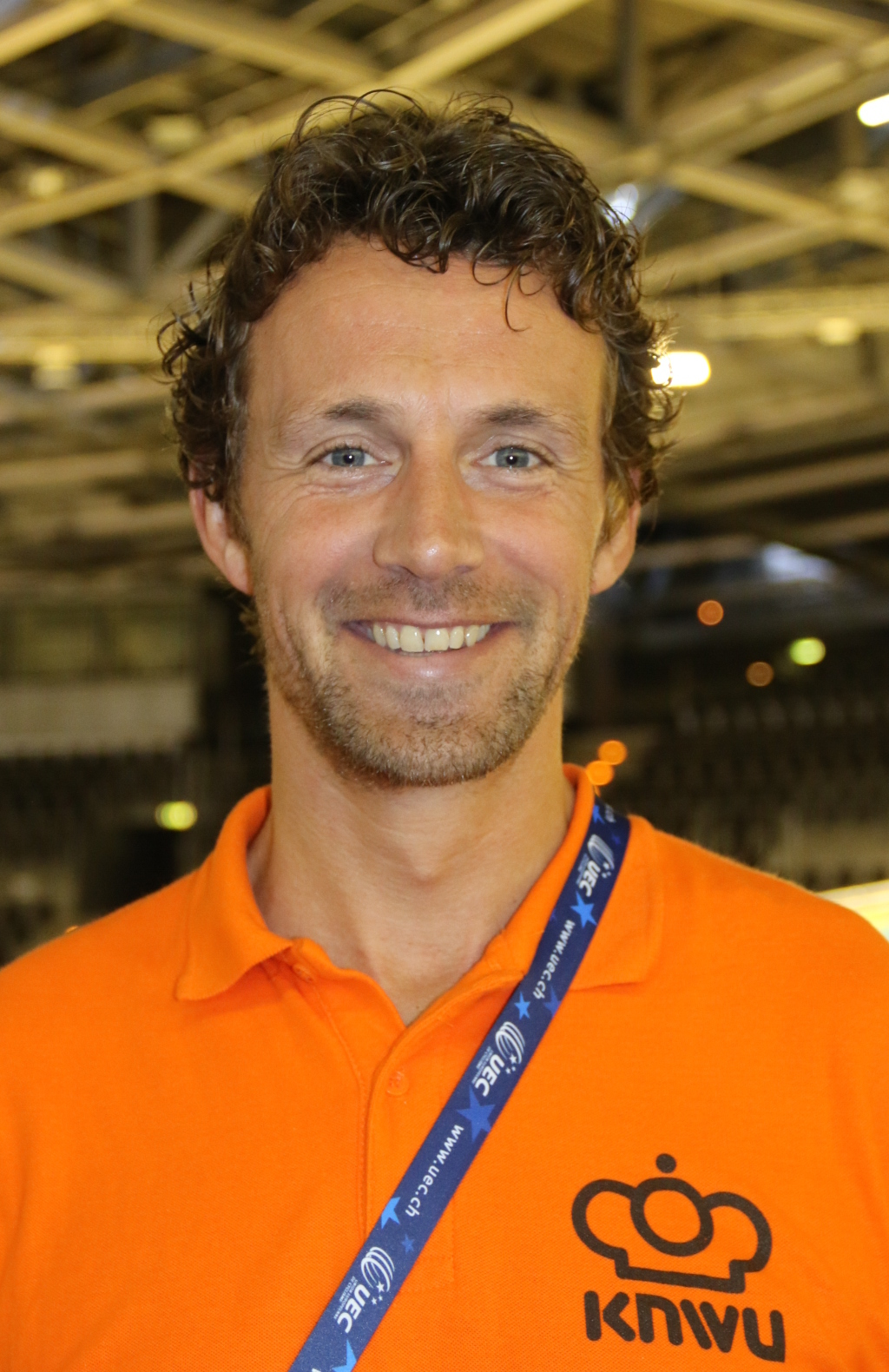
Peter Schep (2017)

## 来歴
トラックレースを中心に活動。
2006年、ボルドーで開催された世界選手権・ポイントレースを優勝。世界選手権の同種目では、2007年、2008年、2010年にもメダルを獲得している。
また、6日間レースにも取り組んでおり、アムステルダム（2006年。ダニー・スタムとのペア）、ロッテルダム（2009年、ホアン・リャネラスとのペア）で優勝を果たしている。

## 主な実績
2003年
- オランダ選手権　スクラッチ 優勝

2004年
- オランダ選手権　ポイントレース 優勝
- UCIトラックワールドカップ2004-2005
  - モスクワ - ポイントレース 優勝

2005年
- トラックレース世界選手権
  - 団体追抜 2位

2006年
- トラックレース世界選手権
  -  ポイントレース 優勝
- アムステルダム6日間レース 優勝（+ ダニー・スタム）

2007年
- UCIトラックワールドカップ2006-2007
  - マンチェスター - マディソン 優勝
- トラックレース世界選手権
  - マディソン 2位
- 欧州選手権・マディソン 優勝
- UCIトラックワールドカップ2007-2008
  - シドニー - マディソン 優勝

2008年
- トラックレース世界選手権
  - ポイントレース 3位
- オランダ選手権　ポイントレース 優勝

2009年
- ロッテルダム6日間レース 優勝（+ ホアン・リャネラス）

2010年
- ヘント6日間レース 優勝（+ イルヨ・カイセ）

2011年
- トラックレース世界選手権
  - マディソン 3位

2012年
- ロッテルダム6日間レース 優勝（+ ウィム・ストルティンハ）
- ブレーメン6日間レース 優勝（+ ロベルト・バルトコ）